# Häggsjön, Lappland
Häggsjön är en sjö i Åsele kommun i Lappland och ingår i Gideälvens huvudavrinningsområde. Sjön har en area på 1,6 kvadratkilometer och ligger 360 meter över havet. Sjön avvattnas av vattendraget Remmarån (Häggsjöbäcken).

## Delavrinningsområde
Häggsjön ingår i det delavrinningsområde (709884-160436) som SMHI kallar för Utloppet av Häggsjön. Medelhöjden är 407 meter över havet och ytan är 9,44 kvadratkilometer. Det finns inga avrinningsområden uppströms utan avrinningsområdet är högsta punkten. Remmarån (Häggsjöbäcken) som avvattnar avrinningsområdet har biflödesordning 3, vilket innebär att vattnet flödar genom totalt 3 vattendrag innan det når havet efter 120 kilometer. Avrinningsområdet består mestadels av skog (69 procent). Avrinningsområdet har 1,59 kvadratkilometer vattenytor vilket ger det en sjöprocent på 16,9 procent.